# رضیه سلطانا
رضیه سلطانا (انگلیسی: Razia Sultana؛ زادهٔ ۱۹۷۳) وکیل، آموزگار، فعال حقوق بشر اهل بنگلادش است.
وی در یک خانواده روهینگیایی متولد و در بنگلادش بزرگ شده‌است.
رضیه برای دیگر اقوام قومی میانمار نیز فعالیت می‌کند. او به ویژه برای دختران و زنان روهینگیا فعالیت می‌کند.
وی همچنین برندهٔ جوایزی همچون جایزه بین‌المللی زنان شجاع شده‌است.